# Новая сцена Александринского театра
Но́вая сце́на имени Вс. Мейерхольда Александри́нского теа́тра (Театра́льно-культу́рный ко́мплекс «Александринский») — многофункциональный театральный центр. Сцена открыта в 2013 году в Санкт-Петербурге.
Комплекс расположен по соседству с основным зданием Александринского театра между площадью Островского и набережной реки Фонтанки.

## Здание
Проект был разработан ЗАО «Архитектурное бюро „Земцов, Кондиайн и партнеры“» под руководством главного архитектора Ю. И. Земцова.  Первоначально по проекту здание должно было быть шестиэтажным, но по просьбе КГИОПа этажность здания уменьшилось до трёх. Таким образом удалось сохранить панораму Фонтанки. Общая площадь Новой сцены 10 500 кв м. Единовременная вместимость до 500 человек. Сцена включает 6 публичных площадок: Новая сцена, Медиацентр, Репетиционная сцена, Чёрный зал и Конференц-зал.  
Новое здание вписалось в стены исторического склада балетных декораций, возведенного в 1890–1891 годах по проекту архитектора Александра Гешвенда в «кирпичном» стиле. Исторические фасады отреставрировали и сделали стеной зрительного зала.  
Под Новой сценой устроен сквозной проход с улицы Зодчего Росси на Фонтанку. 
Постройка получила гран-при на конкурсе «Архитектон-2013», а также гран-при Российской национальной премии «Хрустальный Дедал» в 2013 году.

## Репертуар и программы Новой сцены
В театральном репертуаре Новой сцены: спектакли художественного руководителя Александринского театра Валерия Фокина «Сегодня. 2016 — ...» и  «Честная женщина» по текстам Кирилла Фокина; «Товарищ Кисляков» режиссера Андрея Калинина по одноимённой повести Пантелеймона Романова; «Двенадцать» режиссера Антона Оконешникова по одноименной поэме Александра Блока; «Демагог» режиссера Хуго Эрикссена по пьесе Кирилла Фокина; спектакль Николая Рощина и Андрея Калинина «Дети у власти» по пьесе французского поэта и драматурга Роже Витрака «Виктор, или Дети у власти»; «Какая грусть, конец аллеи...» режиссера Андрея Калинина по пьесе Резо Габриадзе; спектакль Андрия Жолдака «Нана» по мотивам одноименного романа Эмиля Золя; «Солнечная линия» режиссера Жени Беркович по одноименной пьесе Ивана Вырыпаева; «Чук и Гек» режиссера Михаила Патласова по рассказу Аркадия Гайдара «Чук и Гек», дневникам писателя и документальным свидетельствам.